# Gloria Menéndez Mina
Gloria Menéndez Mina (2 de noviembre de 1913-28 de agosto de 2014) fue una escritora y activista por los derechos de la mujer guatemalteca que participó en el movimiento por el sufragio femenino en su país. Una de las primeras en participar del periodismo en el Guatemala, dirigió las revistas Mujer y Azul. Se desempeñó como agregada de prensa en México y fue conocida por su libro Francisco Javier Mina, héroe de México y España.

## Biografía
Gloria Menéndez Mina Menéndez nació el 2 de noviembre de 1913 en la Ciudad de Guatemala, Su padre fue coronel del ejército guatemalteco y luego ocupó varios puestos administrativos para el gobierno. Su madre era escritora y estaba involucrada en el movimiento de mujeres.

## Carrera profesional
Menéndez Mina inició su carrera en Nuestro Diario. Fue una de las primeras mujeres periodistas en Guatemala y fue afiliada 129 del Instituto de Previsión Social del Periodista. Escribió para varios diarios y se desempeñó como directora de la revista Mujer desde 1930 y en la revista Azul desde 1950. Como otras escritoras y jefas de redacción como, Malín D'Echevers, periodista y presidenta de la Asociación de Mujeres Intelectuales de Guatemala, Josefina Saravia, editora de Alma América, y Luz Valle, directora de la revista Nosotras, creó un espacio en sus publicaciones para promocionar a otras escritoras regionales.
En 1944, ella y Graciela Quan fundaron la Unión de Mujeres Guatemaltecas por la Ciudadanía, para presionar por la ciudadanía y el derecho al voto de las mujeres en el país. Quan fue elegida presidente y reclutaron a otras simpatizantes, como Angelina Acuña, Rosa Castañeda de Mora, Berta Corleto, Elisa Hall de Asturias e Irene de Peyré. El grupo llevó a cabo una campaña nacional para asegurar el derecho al voto de las mujeres de la asamblea constituyente convocada en 1945, después del derrocamiento del dictatorial presidente Jorge Ubico Castañeda. En febrero, las mujeres de la UMGC fueron anfitrionas de congresos, escribieron artículos periodísticos y solicitaron miembros de la asamblea, logrando obtener derechos ciudadanos, incluido el voto, para mujeres alfabetizadas mayores de 18 años en la nueva constitución.
En 1947, fue una de las feministas que organizó el Primer Congreso Interamericano de Mujeres, organizado por la Unión Democrática de Mujeres en la Ciudad de Guatemala con el propósito de generar diálogo entre las mujeres de las Américas sobre asuntos internacionales para que pudieran informar la formulación de políticas y promover la paz en la región. En 1955, fue una de las 36 nominadas a Mujer del Año de Guatemala y en la década de 1960, se desempeñó como agregada de prensa en México.

## Muerte y legado
Menéndez Mina murió en su casa en Ciudad de Guatemala el 28 de agosto de 2014 y fue enterrada en el cementerio Los Cipreses.